# 上小阿仁村
上小阿仁村（かみこあにむら）は、秋田県の中央部に位置する村。秋田杉の産地として知られ、村の総面積の92.7%が山林原野で、村の森林の73%が国有林である。

## 地理

### 地形

#### 山地
主な山
- 太平山、姫ヶ岳

#### 河川
主な川
- 小阿仁川

### 人口
秋田県内の市町村で最も人口が少なく、また最も高齢化率が高い。
2007年（平成19年）から2009年（平成21年）にかけて毎年自殺者が4 - 5人も出ており、10万人あたりの自殺率に換算すると150ポイント前後ときわめて高い値となっていた。このため、村では2010年（平成22年）度から自殺予防への取り組みを行う集落に助成する制度をスタートさせた。その成果もあってか、2010年（平成22年）の村内の自殺者の数はゼロとなり、東日本大震災があった翌2011年（平成23年）も自殺者は1人と、以前と比較して自殺率は改善している。
| |                                            |  |
| 上小阿仁村と全国の年齢別人口分布（2005年） | 上小阿仁村の年齢・男女別人口分布（2005年） |  |
| ■紫色 ― 上小阿仁村 ■緑色 ― 日本全国 | ■青色 ― 男性 ■赤色 ― 女性                  |  |
| 上小阿仁村（に相当する地域）の人口の推移 \| 1970年（昭和45年） \| 5,242人 \| \| \| 1975年（昭和50年） \| 4,708人 \| \| \| 1980年（昭和55年） \| 4,352人 \| \| \| 1985年（昭和60年） \| 4,116人 \| \| \| 1990年（平成2年） \| 3,746人 \| \| \| 1995年（平成7年） \| 3,553人 \| \| \| 2000年（平成12年） \| 3,369人 \| \| \| 2005年（平成17年） \| 3,107人 \| \| \| 2010年（平成22年） \| 2,727人 \| \| \| 2015年（平成27年） \| 2,381人 \| \| \| 2020年（令和2年） \| 2,063人 \| \| |                                            |  |
| 総務省統計局 国勢調査より |                                            |  |
| 1970年（昭和45年） | 5,242人                                    |  |
| 1975年（昭和50年） | 4,708人                                    |  |
| 1980年（昭和55年） | 4,352人                                    |  |
| 1985年（昭和60年） | 4,116人                                    |  |
| 1990年（平成2年） | 3,746人                                    |  |
| 1995年（平成7年） | 3,553人                                    |  |
| 2000年（平成12年） | 3,369人                                    |  |
| 2005年（平成17年） | 3,107人                                    |  |
| 2010年（平成22年） | 2,727人                                    |  |
| 2015年（平成27年） | 2,381人                                    |  |
| 2020年（令和2年） | 2,063人                                    |  |

#### 子宝祝金制度
上小阿仁村では村の人口の自然増を願い、出産を奨励し、児童の健全育成を図り、活力に満ちた村づくりを創造することを目的に「子宝祝金制度」を実施している。継続して本村に居住し、住民基本台帳に登録され、出産後も引き続き本村に居住する人が対象で、転勤による異動者や、里帰り出産等は対象外となる。
| 区分      | 金額      |
| --------- | --------- |
| 第1子     | 150,000円 |
| 第2子以降 | 600,000円 |

また第3子以降については、出生の月又は、転入した月より1年を経過した日の翌月から、6歳の誕生月の属する月の前月まで、月額1万5000円が支給される。

### 隣接している自治体
秋田県
- 秋田市
- 北秋田市
- 能代市
- 山本郡 三種町
- 南秋田郡 五城目町

## 歴史

### 沿革
- 1591年（天正19年）、秋田実季の太閤検地による領地目録の中に「小阿仁村」として記録されている[6]。
- 1813年（文化10年）、旧北秋田郡荒瀬村根子集落（現在の北秋田市阿仁根子）のマタギである村田徳助、山田三之助、佐藤七左衛門の3名が八木沢集落に移住、定着する。徳助は村田組に所属するマタギ、三之助は山田六之丞シカリから分家、七左衛門も善兵衛シカリから分家している。
- 1822年（文政5年）、萩形集落は約10km北東の萱草や根子のマタギによって開かれた。1966（昭和41）年、県営第1号となる萩形ダムが完成したのをきっかけに離村。
- 1889年（明治22年）4月1日 - 町村制施行により、小沢田村・五反沢村・福館村・杉花村・堂川村・仏社村・沖田面村・大林村・南沢村が合併し上小阿仁村が発足[注 1]。
- 「平成の大合併」のおり、当初鷹巣阿仁部の五町村で合併が話し合われていたが、上小阿仁村は合併協議会から離脱し、単独立村を選択した。
- 2012年（平成24年）8月29日、明治22年の町村制施行以来、初の「八木沢マタギ狩猟用具」5点を村の有形民俗文化財第1号に指定（上小阿仁村教育委員会）。

### 地名の由来
房住山が修験の場として開かれていた頃、房住山一帯を支配していた高倉長者という族長がいた。その長者に「たつこ」というひとり娘がいた。この娘の婿は阿仁と言ったので、人々は彼のことを「阿仁殿」と言った。ところが、婿をとってしばらくしたら長者に男子ができた。長者は後に財産の争いが起き、血を見ることがないようにとクジ引きで土地を分け与えることにした。その結果、娘婿の阿仁殿は米ヶ沢（米内沢）、実子は鎌ヶ沢（鎌沢）に住みそれぞれの地を支配することになった。その後、二人は奥地を切り開き、娘婿は「大阿仁」と言われる比立内地区まで、実子の方は「小阿仁」とよばれ萩形までをそれぞれ支配することになった。
沖田面（翁面）集落の名前の由来は「昔、川西の深山に、大樹が折れた霊木があった。木こりはそれに注連縄を張り付け祀ると、上の注連縄は白髪のように、下の注連縄は白鬚のように、そして木肌は風雨に曝されて紅白の色をなし、幹は鉄や石のように硬く、節やコブが自然に目鼻口耳の形をして、老翁の面のようになったのを後年村の名とした。ある時、一人の高僧が来て、その霊木なるを感じて、切り観音像を彫ってそこに祠を建てた。村はこれによって繁栄した」というものである。この説話も『房住山昔物語』や『房住山古伝記』などの房住山の伝説の一部として語られていた。菅江真澄はこの霊木の絵を残している。

### 八木沢・萩形マタギの歴史
上小阿仁村を代表する「マタギ集落」は八木沢と萩形で近世、阿仁マタギなどの狩猟民によってきり開かれた。萩形は1966年（昭和41年）、県営第1号となる「萩形ダム」が完成したのをきっかけに離村。一方、八木沢は2009年春、集落ただ一人の古老マタギである佐藤良蔵が鉄砲を返納し、生業とするマタギ集落が消えた。

#### 萩形マタギ
萩形は1822年（文政5年）、約10キロ北東の萱草や根子のマタギによって開かれた。1700年代に入り、菅江真澄翁の「月のおろちね」に阿仁マタギが移住以前にマタギ小屋や祠があったとされ、当時は一年の狩猟に依りて生計を立てたとされる。主峰、太平山（1171メートル）を背に奥羽山脈を旅する阿仁マタギの砦でもあり、戦前はバンドリ（ムササビ）やテンなどの毛皮が軍向けに高く売れた時期もあり、マタギを生業とする狩猟文化が盛んであった。1966年、秋田県営第1号となる萩形ダムが完成したのをきっかけに約10戸が水没し、残りの30戸ほどの住民も故郷を後に方々へ散った。集落の外れに、1969年（昭和44年）に村の消滅とともに建てられた「離村記念碑」に当時の家長たち38人の名が刻まれ静かに佇む。

#### 八木沢マタギ

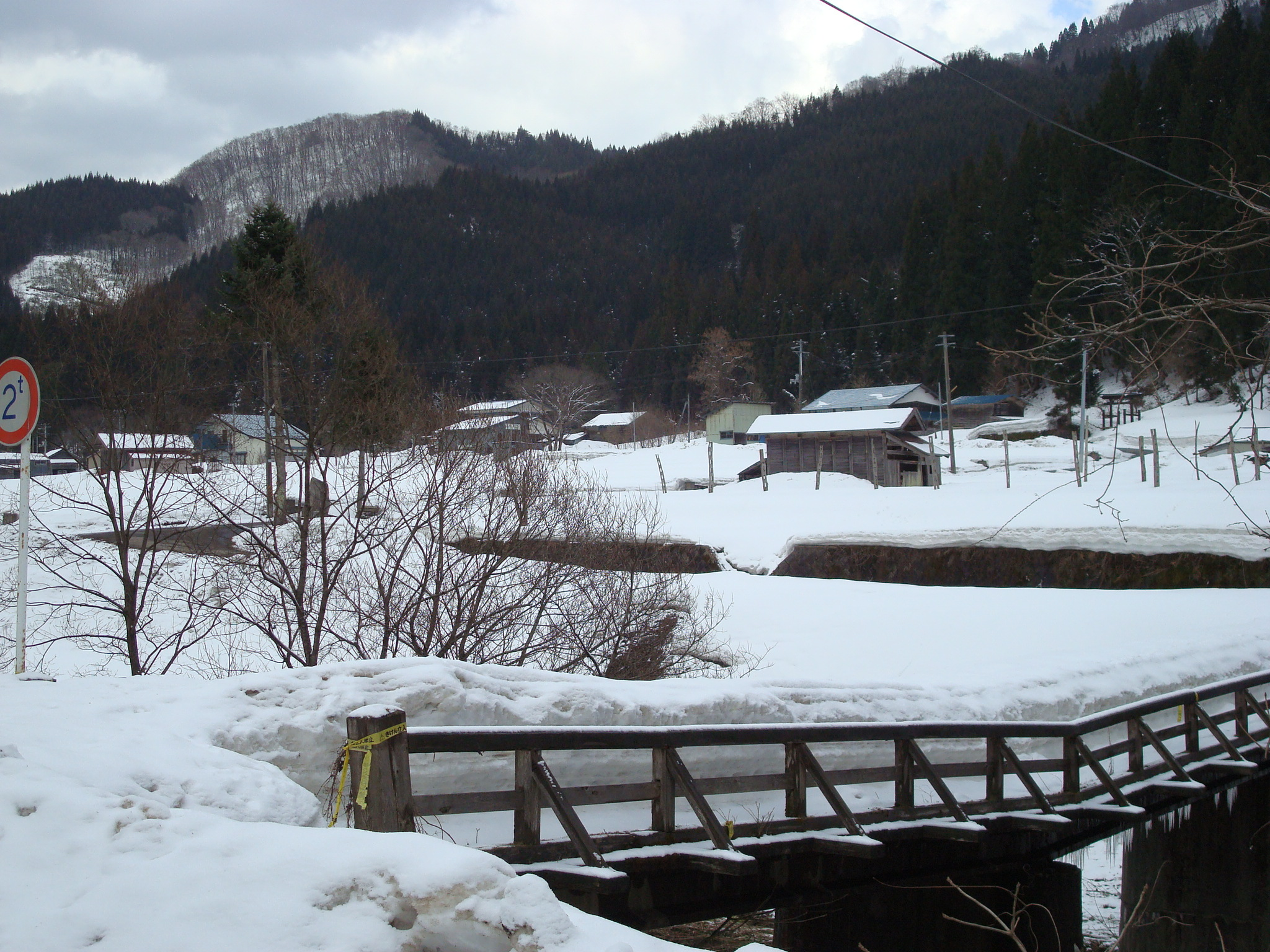
秋田県上小阿仁村八木沢集落。2010年3月撮影。

八木沢集落は1813年（文化10年）、旧北秋田郡荒瀬村根子のマタギが移住して地域共同体に定着している。根子はマタギ発祥の地とされ、大ムカデを退治して、正一位左志明神の位を授かった万次・盤（万）三郎を始祖に仰ぎ、狩猟文化を守り続けてきた。厳しい長男相続制のために、他所に移り住む二男三男が多かったことなど、マタギ文化が広範囲に拡散されている。
1805年、民俗学の祖と言われる菅江真澄は、マタギの里として知られる奥阿仁地域を縦断し、マタギの習俗や伝説などを「みかべのよろい」などに書きとめた。「山ひとつ越えると根子という集落があった。この村はみな、マタギという冬狩りをする猟人の家が軒を連ね、マタギの頭の家には、古くから伝えられる巻物を秘蔵した」としている。
菅江真澄が奥阿仁を訪れてから8年後、八木沢集落が誕生している。村田徳助、山田三之助、佐藤七左衛門の三軒が定着する。この集落は近世の江戸時代から出羽丘陵・奥羽山脈での狩りをする狩猟民の中継地点であった。冬場は豪雪にみまわれ厳しい自然環境のもと、狩猟が盛んに営なまれた。山の神に対する厚い信仰をもち、俗信、禁忌があった。昭和30年代、民俗文化の大きな転換期をむかえて、伝統的な信仰・行事・習俗・芸能にいたるまで大きく変化した。小さな一地域の民俗文化の改廃。「鉄砲も槍もどこの家にもあった。みんながマタギ、自分で鉛を溶かし鉄砲の弾を作った」。しかし、マタギ集落も高度経済成長とともに若者が流出、過疎化による後継者不足となった。そして、ついに2009年春に集落最後の古老マタギ佐藤良蔵が所持許可証の有効期限を半年残し、鉄砲を北秋田警察署に返納した。日本の民衆の文化「狩猟伝承」を保持してきたマタギ集落が惜しまれながらも消えていった。わずかに残された伝承や信仰、俗信、禁忌などを語る者は、古老のみとなったという。
近世から狩猟をなし、マタギの変貌を物語るものに同村、不動羅集落の山田三郎所蔵の「マタギ秘巻」がある。この巻物は高野派の「山達由来之事」と日光派の「山立根本巻」とが同一巻内に納まり「山達由来之事・山立根本巻」という名称になる。現存しているマタギ文章はいずれも流布写本のたぐいであり、原本は不明である。上小阿仁村のマタギ集落は八木沢と萩形（離村）である。このマタギ文章はそこから出たものとされるが、この文章が実在する限り、八木沢、萩形（離村）のマタギはその伝承性上においてかなり形骸化されたものだったに違いない。その証拠に両集落は隣地阿仁町（現北秋田市）から両派の流れをくむマタギたちが住みついていたからだった。

## 政治

### 行政

#### 村長
- 北林孝市（1983年（昭和58年）5月1日 - 2007年（平成19年）4月30日）
- 小林宏晨（2007年（平成19年）5月1日 - 2011年（平成23年）4月30日）
- 中田吉穂（2011年（平成23年）5月1日 - 2015年（平成27年）4月30日）
- 小林悦次（2015年（平成27年）5月1日 - 2019年（平成30年）4月30日）
- 中田吉穂（2019年（令和元年）5月1日‐ 2020年（令和2年）10月13日、任期中死去）
- 小林悦次（2020年（令和2年）12月 - ）

### 国保診療所における医師退職問題
2007年（平成19年）以降、村唯一の医療機関である上小阿仁村国保診療所に医師が定着せず、6年間に7人の医師が就任後間もなく退職して上小阿仁村を去った。行政と住民の不適切な対応が話題となり、「医者いじめの村」とインターネットで騒がれ注目を浴びた。

#### 経緯
- 2007年6月、長年同村に勤務していた医師Aが依願退職した。これは新しく村長に就任した小林宏晨による医療費削減指示が一因とされた[9]。小林は財政再建を掲げ、医師給与の見直し、診療所の赤字削減、医療機器購入予算削減を示したが、これにより小林が村長に就任した1か月後にAは依願退職した（1人目の退職）[9]。後任の医師Bが着任するまでは6か月の所長不在期間があり、周辺自治体の医師が非常勤として交代勤務で診療を行った。これに伴い、上小阿仁村は医師の公募を開始。

- 2008年3月、栃木県の開業医で僻地医療に20年間の従事経験のある医師B（当時67歳）が「この村が、医師として最後の勤務地。人への愛情、興味が尽きない限り、診療を続けたい」と着任したものの、村人からの嫌がらせにより4か月で辞意を表明[10][11]。Bは自分が考えていた地域医療と、住民が望んでいた医療サービスにギャップがあったことと、村役場から診療所の赤字について繰り返し干渉を受けて勤労意欲を失ったと語った[9]。後任の医師Cが決まるまでの13か月間勤務し、2008年12月に退職した（2人目の退職）[9]。

- 2009年1月、離島やタイ王国で医療に従事した経歴を持つ医師Cが着任するも、翌2010年（平成22年）3月に辞意を表明、「後任が見つかるように」との理由から2011年（平成23年）3月をもって離職すると発表した。この離職発表から「医者いじめ」が報道がされるようになる[10][9]。村民からの慰留、村当局による改善策の申し入れにより、一度はCの辞意は撤回されたが[12]、2010年（平成22年）9月にCは再び退職願を提出し、2011年（平成23年）2月下旬に受理された（3人目の退職）[13]。2度目の退職の理由は健康管理の問題であり、人間関係以外の問題を理由としていたとされる。村議会議員団の調査によれば、Cに対しても中傷とされるような投書や意見が村役場や診療所に対して来たことが確認されたが、医師に直接そのような言葉がかけられた事実は確認できなかったとされる[9]。Cの在職期間は2年4か月であった[9]。

- 2011年6月、北海道北見市から医師Dが着任するも、翌年の2012年5月に村に辞意を伝えた[14]。同年10月12日にDは退職（4人目の退職）。村民とのトラブル等は報告されておらず、退職理由は「内地の気候が体に合わない」という内容であった[9]。

- 2012年10月12日、北海道帯広市の医師・西村勇が着任した[15]。しかし、着任早々から複数のトラブルが発生し、2週間目から村外に外出したまま所在不明となった。西村はそのまま北海道の自宅に戻っており「もう秋田には戻らない」とFAXで退職願を提出し、同年11月に退職となった（5人目の退職）[9]。理由は体調不良とされた[16]。西村の退職後は半年間所長不在期間となった[9]。

- 2012年11月22日、前北秋田市長の岸部陞が所長に就任した。村は後任が決まるまで当分の間、診療を続けてもらう方針であると発表した。しかし2013年3月に岸部が自治体の首長時代に管理運営していた福祉施設の施設長が病に倒れ、北秋田市より施設長就任を依頼されたため、僅か5か月後の2013年4月30日付けで岸部は退職することになった（6人目の退職）[9]。後任が決まるまで週1回泌尿器科の診察にあたっている医師が臨時で所長に就任した。岸部が担当していた内科・外科については週1回外部から招聘した医師が診察にあたるとしていた[17]。

- 2013年6月、九州の離島に勤務していた医者Eが3か月間の期間限定で所長に就任した[9]。村は契約の延長を求めたが、Eは当初の契約通り3か月で退職した（7人目の退職）[9]。前医師の退職から村は公募や医師派遣会社へ医師の就任を要請したが、このとき既に「医者いじめの村」という噂が広く知れ渡っていた[9]。2016年当時の村長によれば、連絡が来る医師には「法外な条件」が付いていたとされる[9]。

- 2013年8月19日、かつて診療所の前身に当たる施設で勤務した経験のある内科医の柳一雄が常勤医師として着任した[18][9]。契約は柳が80歳になるまでであったが、後任が見つからないために1年刻みで毎年契約を更新している。2024年3月31日退職[19]。

- 2024年4月1日より鹿嶋秋五医師が所長として着任[19]。

#### 背景
僻地医療のベテランを含む複数の医師が相次いで短期間に辞職している背景には、激務によるものだけでなく「モンスターペイシェント」による嫌がらせなどの問題行動、およびそれに真摯に対応しなかった村役場の姿勢にあるとされている。
2010年に『読売新聞』は、患者の問題行動について以下のように報じている。
- 昼食をとる時間がなく診療所内で食事をしようとパンを買った時に「患者を待たせておいて買い物か」と住人に責められた。
- 年間休日18日。土日や祝日も村内を回り、お盆期間も診療を続けた。しかし、盆明けの8月17日を休診にすると「平日なのに休むとは一体何を考えているんだ」と住人に批判された。
- 診療所向かいの自宅に「急患にすぐに対応できるように」と、センサー式照明を設置費用・電力費用を自費で設置したが「税金の無駄遣いをしている」と住人に苦情を言われた。
- 自宅に嫌がらせのビラを撒かれた。
- 辞めていった医師の中には、村の広報紙に村人の医師への対応について苦言を呈した者もいたが、何も改善されなかった。

#### 村当局の対応
2010年、医師Cが辞意を示した後に同村の広報誌『広報かみこあに』2010年（平成22年）3月号にて、当時の上小阿仁村長だった小林宏晨は、「医師を攻撃する『不心得者』の村民は5・6人に過ぎないことを確認している」とした上で、「このような状態が続く限り、当局がいかに努力しても、わが村は医師に倦厭され、しまいには無医村になることも大いに考えられます」と述べ、今後の重要事項として「有能で献身的な医者を安定的に確保すること」を挙げた。村当局はCへ急きょ改善策を申し入れ、一度は辞意は撤回されて上小阿仁村の無医村化は回避されたが、最終的に退職願は受理された。しかし村民の医師に対する接し方および村当局の対応は改善することもなく、2012年（平成24年）5月には医師Dも辞意を表明している。医師Bは同広報誌にて「村執行部の医師に対する見方、接し方、処遇の仕方の中に医師の頑張る意欲をなくさせるものがあった」「次の医師が見つかっても、その人も同じような挫折をすることになりかねない」とのコメントを残している。

#### 反応
- 奈良県立医科大学健康政策医学講座（研究代表者：加藤礼識）による現地調査研究内容が2014年日本衛生学会、2016年日本公衆衛生学会、2016年日本臨床リスクマネジメント学会、2017年日本衛生学会で発表されている[9]。この研究は公益財団法人俱進会の2013年度研究助成金[23]によって実施され、3度上小阿仁村を訪問し、行政関係者、保健所長等に聞き取り調査を行い、報告書をまとめている。報告書では診療所へ勤務していた医師への聞き取り調査も行ったとしているが、退職の理由や在任中の状況については他の資料の引用も記載されており、記載事項のうちどの部分が実際に医師自身への聞き取りによって確認されたのかについての記載が全くなく、実際にどの医師にどの程度の聞き取りを行ったかは不明である。この調査では、「風評発生当時の医師に対して風評通りの対応が存在した可能性は完全に否定できないが、それ以降はそのような風評とは異なる退任であったケースでも根拠に基づかない風評がインターネット上で独り歩きしている」とし、4人目以降については、村民の嫌がらせなどの対応・トラブルによるものではない医師退任のケースもあるとしている[9]。

- 『週刊プレイボーイ』や『NEWSポストセブン』の報道[24][25]によれば個々の医師の退職にはそれぞれ異なる事情があったとされた。医師A-B-C、特に3人目のCの退職には村当局と住民との関係性が関与している可能性があったが、5人目が退職した2012年11月の時点で当時の村長であった中田吉穂は「体調不良であればしょうがないですよ」「心臓にペースメーカーを入れているような人だったから体調を崩した」などと「医者いじめ」に対し否定的な見解を述べた[25]。

#### その他の医療問題
2019年2月5日、柳一雄国保診療所長がインフルエンザに感染して4日間の休診を村内全戸へ連絡したが、休診を知らせる前から診療所を訪れていた高齢者が薬の処方を要求、看護師が柳所長と連絡を取り合いながら22人に処方箋を発行、その後も2月7日までに合計46人に処方箋を発行した。
医師が診察せずに処方箋を交付することは医師法に抵触し、柳所長と管理責任を問われた診療所事務長が処分された。常勤医が病気によって診察できない状況にあるにもかかわらず、代わりの医師が診察するなどの支援体制が整っていない医療体制の脆弱さが露呈した。

## 施設

### 郵便局
主な郵便局
- 上小阿仁郵便局（集配局）
- 小沢田郵便局

## 対外関係

### 姉妹都市･提携都市
姉妹都市
- 萬巒郷（中華民国 屏東県）

## 経済

### 金融機関
指定金融機関
2007年（平成19年）12月5日に指定金融機関契約の締結を行い、2008年（平成20年）1月4日から北都銀行が指定された。これに先立ち、同行は、村役場の真向かいにある道の駅かみこあにの敷地内に、米内沢支店が管轄する店舗外ATMを設置している。
村内の金融機関
JA秋田たかのすの上小阿仁支店は村役場に隣接し、上小阿仁郵便局（ゆうちょ銀行代理店）は沖田面地区にあり、中心部には村役場の裏に小沢田郵便局がある。ほかの銀行・信用金庫・信用組合の支店・有人出張所は村内に所在しない。

## マスメディア

### 中継局
- NHK上小阿仁テレビ中継局(2011年に廃止)

## 教育

### 義務教育
村立
- 上小阿仁村立上小阿仁小中学校

## 交通
- 村内には鉄道は走っていない。鉄道を利用する場合の最寄り駅は
  - JR東日本奥羽本線の鷹ノ巣駅。
  - 秋田内陸縦貫鉄道秋田内陸線米内沢駅。
- 空港は大館能代空港が最寄り。空港へは予約制乗合タクシーが運行している[30]。

### 路線バス
- 秋北バス - 前述の鷹ノ巣駅を含む北秋田市中心部と村を結ぶ路線を運行している。
  - イオンタウン鷹巣 - 鷹巣駅前 - 舟場 - 大野台駅前 - 北秋田市民病院 - 合川駅前 - 李岱 - 上小阿仁村役場前 - 五反沢三叉路 - 沖田面

### 自動運転車
2019年11月に全国初の自動運転車によるサービスが始まった。NPO法人「上小阿仁村移送サービス協会」が運営主体となり、道の駅「かみこあに」と村内3つの集落7人乗りの自動運転車が村内の3つの集落への3路線上に村役場・郵便局・診療所など14の停留所が設けられる。運賃は200円。一部の区間では他の車両や歩行者が通らないようにしたうえで、運転席にドライバーが座らない「レベル4」の自動運転を行うという。

### 道路

#### 一般国道
- 国道285号

#### 主要地方道
- 秋田県道24号鷹巣川井堂川線
- 秋田県道37号琴丘上小阿仁線

#### 一般県道
- 秋田県道129号杉沢上小阿仁線
- 秋田県道214号福館阿仁前田線
- 秋田県道215号屋布沖田面線

#### 道の駅
- 道の駅かみこあに

## 観光

### 観光スポット

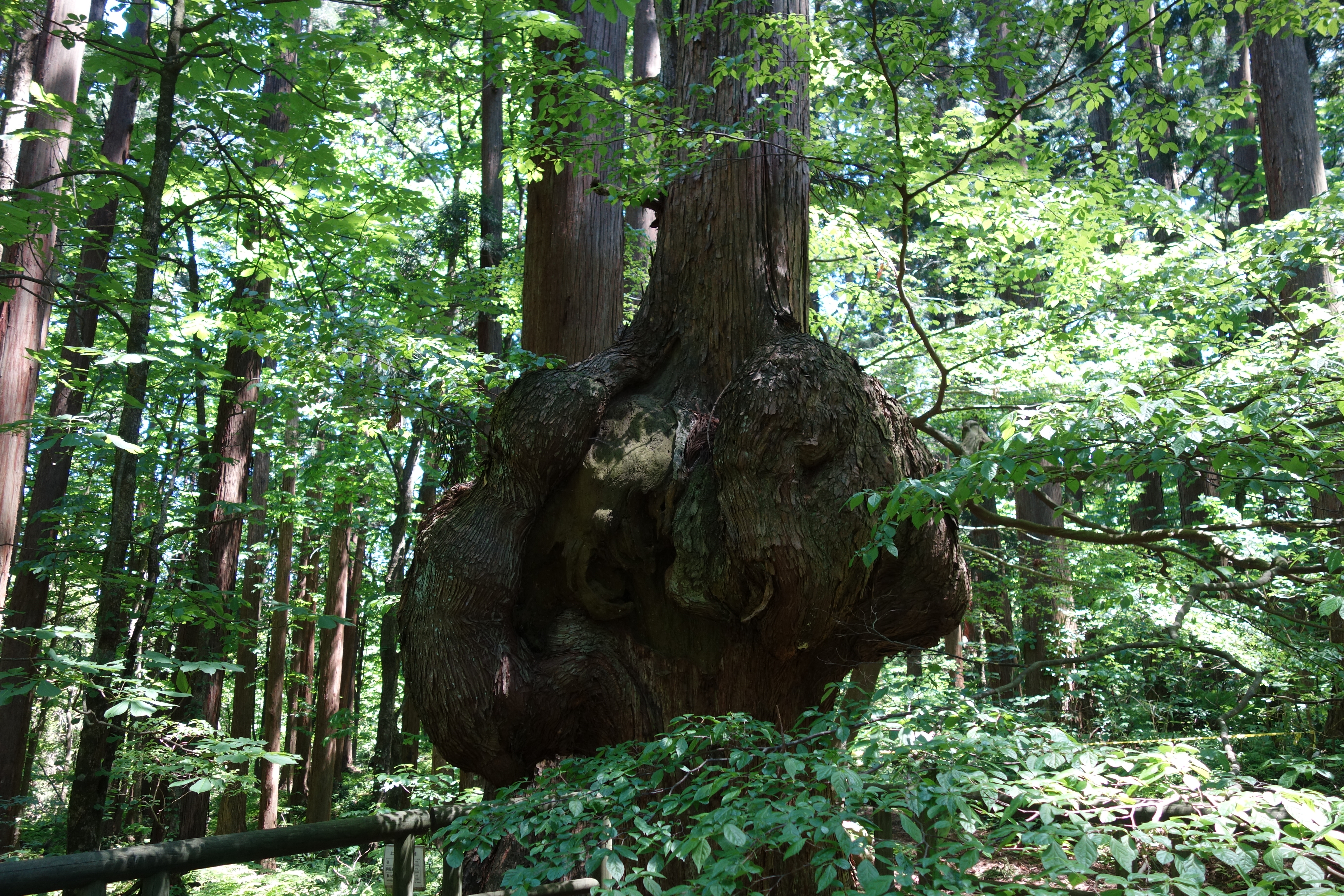
コブ杉 山村広場の奥にある

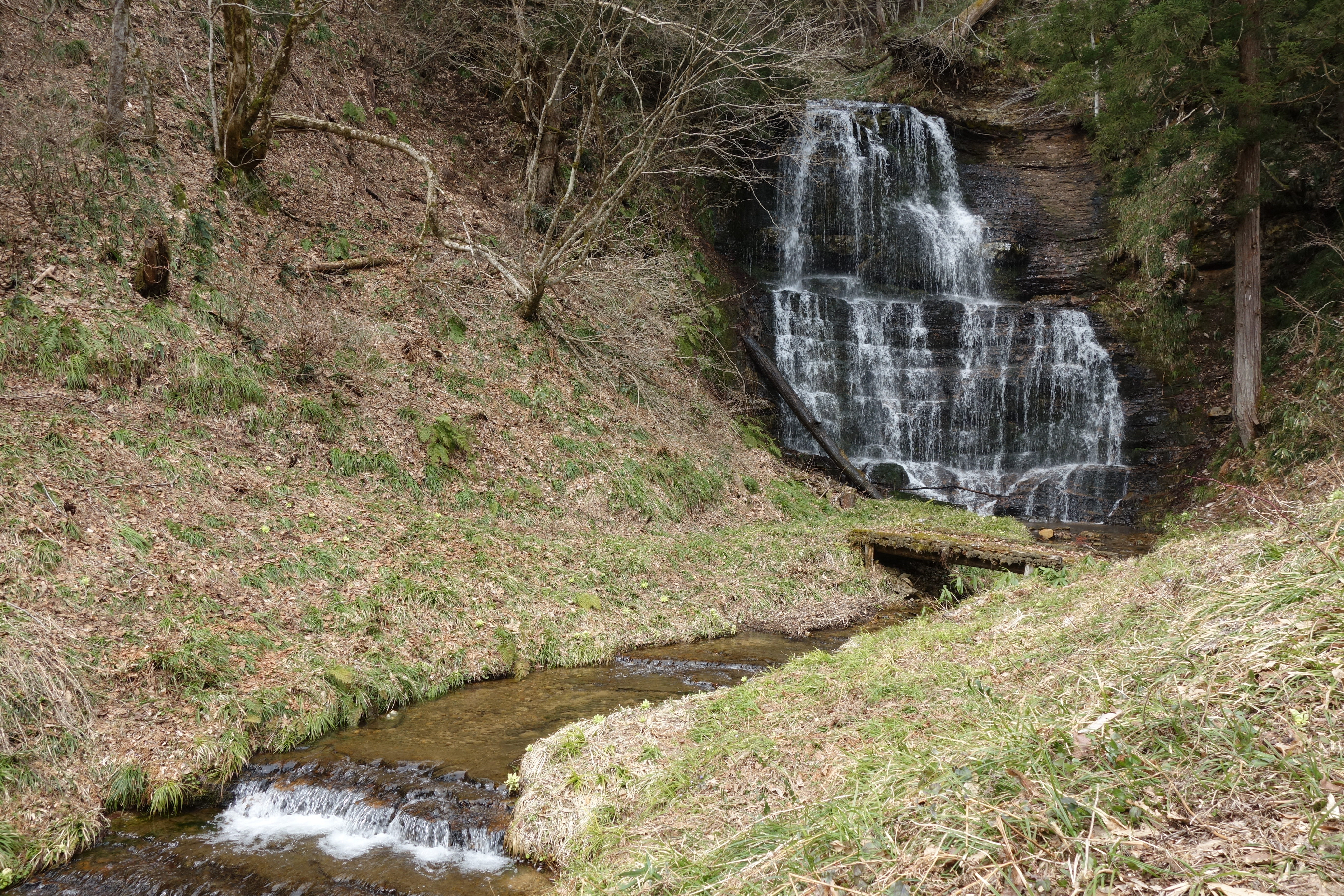
五反沢大滝 滝を過ぎて山ふじ温泉の途中にある林道を登ると滝の上に出る

- 萩形キャンプ場（運営期間6月1日 - 10月1日）
- 萩形の清流
- 山村広場（仏社地区・上大内沢地区）
- 萩形ダム（ダム湖・小阿仁湖）
- コブ杉（森の巨人たち百選 No.12）
- 道の駅かみこあに（休館日年末年始）
- 五反沢大滝

### 温泉

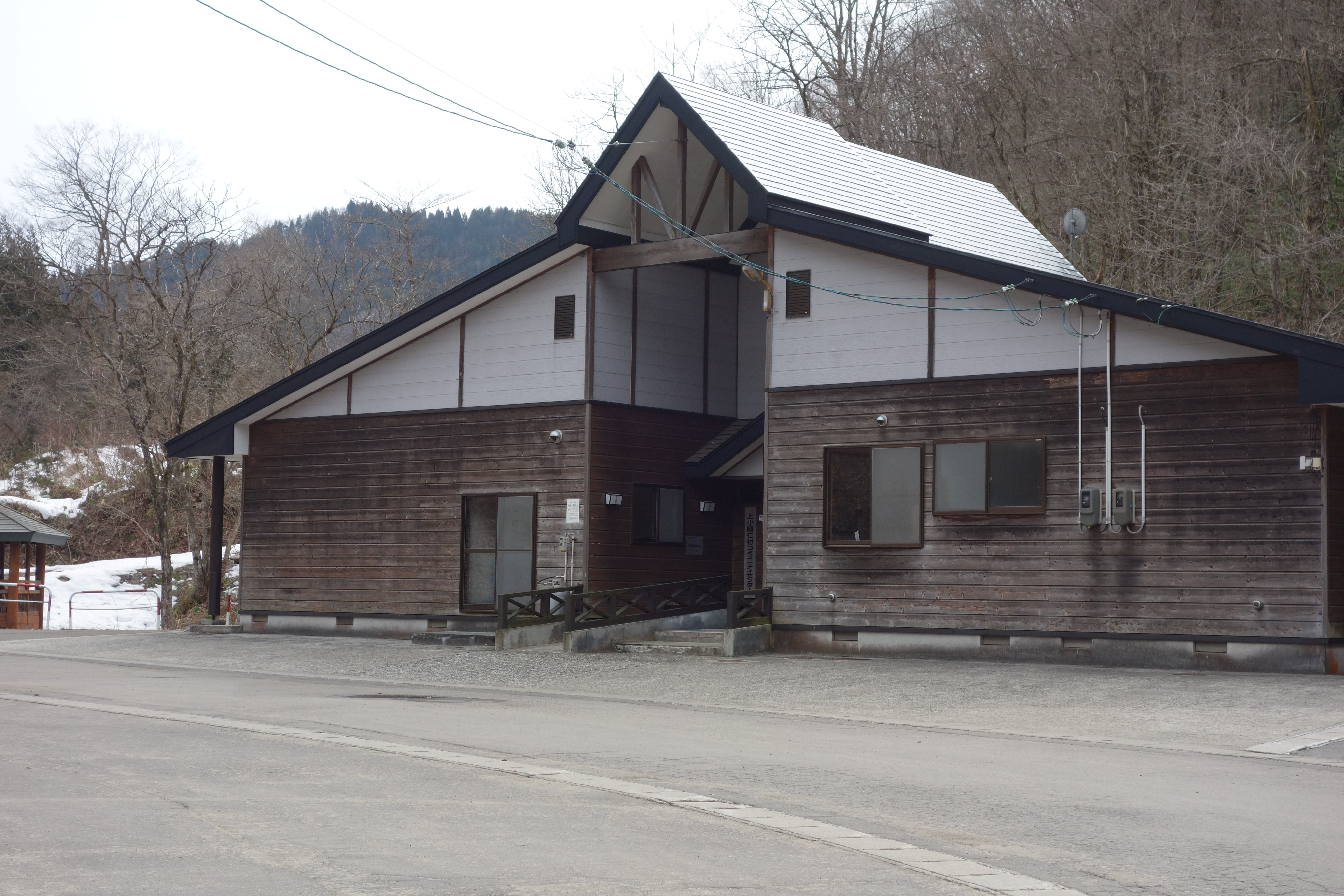
山ふじ温泉

- 山ふじ温泉

## 文化･名物

### 祭事･催事
- 鳥追い（2月）
- 裸参り（2月）
- 万灯火（3月春分の日）
- 山野草展示会（5月中旬〜下旬）
- 太平山山開き（6月）
- ねぶ流し（8月：各集落）

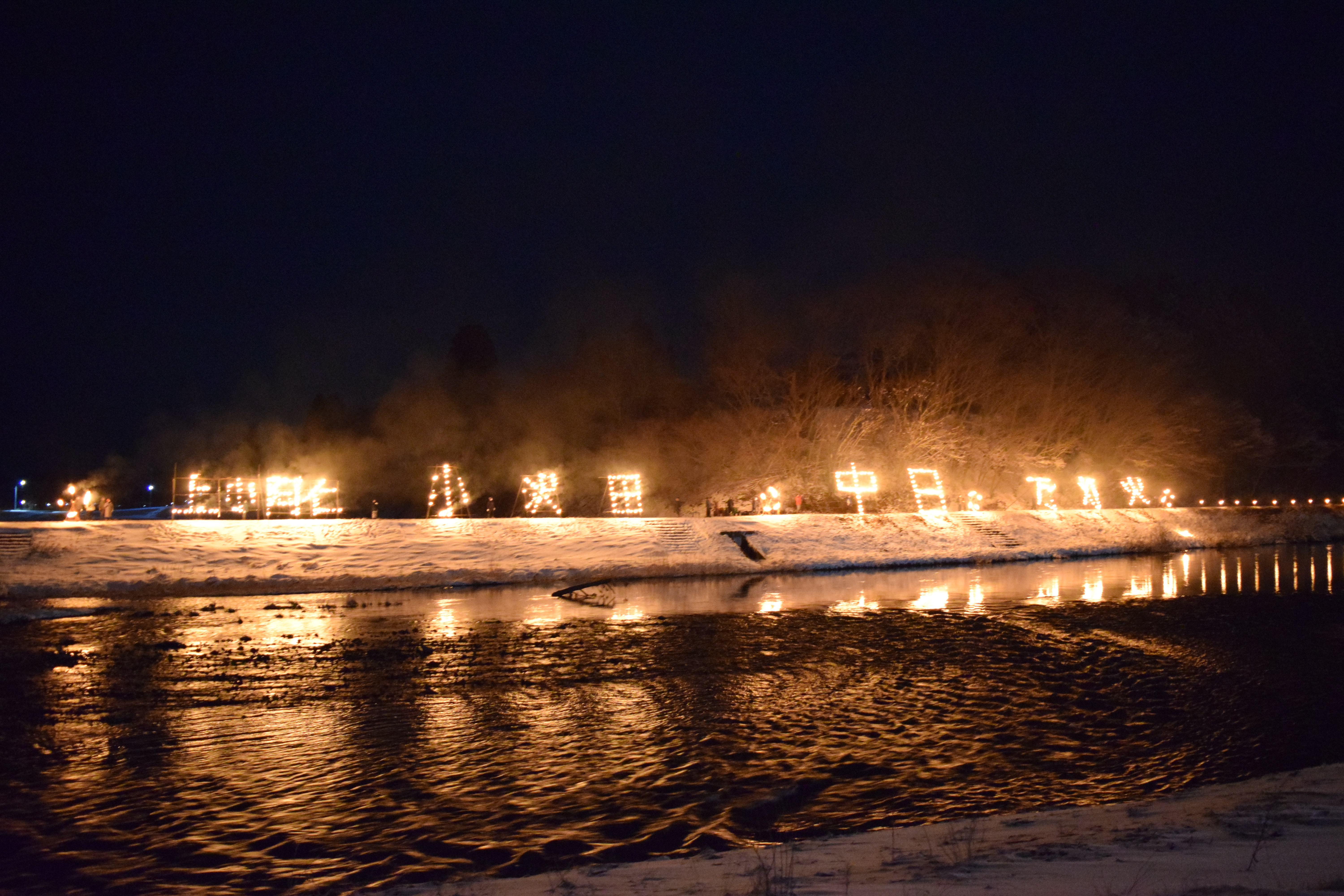
春彼岸の中日に行われる万灯火

- 大林獅子踊り・小沢田駒踊り・八木沢番楽・沖田面盆踊り（8月）
- 五城目町・上小阿仁駅伝大会（10月）
- 産業祭（10月）

### 有形民俗文化財

#### 八木沢マタギ狩猟用具
有形民俗文化財指定 第1号 上小阿仁村教育委員会
- 員数：5点
  - マタギ熊槍
  - マタギ槍
  - 火縄銃の背負袋
  - マタギマキリ
  - マタギベラ
- 指定日：平成24年8月29日
- 所在地：上小阿仁村八木沢
- 所有者：佐藤良美

古来、日本民衆の狩猟用具は先人から受け継がれた文化をもち、普遍的習俗が守られた。史料5点は八木沢集落が阿仁・根子集落から移住以前から用いられたものとされる。いずれも近世中期から後期。所有者は代々のマタギを継承する佐藤良蔵で、先祖は根子マタギの組頭（伍長）善兵衛から分家。狩猟用具は佐藤良蔵が所有した近世後期の「蔵」に収蔵されていたものである。
1. マタギ熊槍（くまやり）（三角槍、穂先：37.8センチ、柄：2メートル） 近世の秋田マタギ（阿仁マタギ）の槍ではない。新潟県村上市三面（旧朝日村）の鍛冶屋で作られたと推測される。旧朝日村三面マタギや信州・秋山郷の秋山マタギが所持した槍と類似する。熊槍は「タチマエ」（射手）が所持したもので断面は三角で溝があることから「三角槍」とも呼称。熊猟で用いられたと分析される。
2. マタギ槍（身：鉄材、木部材質：クルミ）近世初期から中期。阿仁マタギは「たて」（槍型）と呼称。阿仁マタギ猟具と同一。近世後期、根子村から移住以前から用いられたものである。一般的な槍でクマ狩りなどに用いた。火縄銃が浸透する以前からの代表的な狩猟具であるが、鉄砲が普及したあとも用いられた。
3. 火縄銃の背負袋（しょいぶくろ）近世末期とされ、旅マタギで用いられた。牛革で作られた鉄砲のケースで火縄銃を入れた。背負袋は冬狩りで雪の上においても濡れない、凍らないなど寒中のマタギに適した。
4. マタギマキリ（刃長：4寸8分（約14.8センチ）柄：長さ11センチ（イタヤ材））マキリはアイヌ語と共通。近世中期。クマやアオ（カモシカ）などの大型動物を解体するための道具として用いられた。刃は鋼で日本刀を改造したものとされる。新潟県岩船郡朝日村、三面マタギが所持したものと共通。
5. マタギベラ（長さ：167センチ、幅：8センチ）近世中期。イタヤ製の雪ベラ。日本古来の狩猟用具の代表。冬狩りでアオ猟（カモシカ猟）で用いられた。アオ猟は毛皮を獲るものとされ、槍を使わず、巻狩りでマタギベラで斃して獲った。まん中の窪みは火縄銃が用いられたときに上端に銃身をのせ安定させて撃つことができるように窪みをつけたものである。また、狩りだけではなく、雪除けや雪洞つくり、股に挟んで急斜面を滑り下りるとき等に用いられた。冬狩りのマタギの必需品。

近世、秋田マタギ（阿仁マタギ）は出羽山系で一つの文化圏を形成したといえる。八木沢集落は近世後期、マタギの発祥とされる秋田郡大阿仁根子のマタギによって開かれた。狩猟用具は集落のマタギ文化の特色を示すものだが、秋田マタギ（阿仁マタギ）との歴史的変遷、時代的特色、地域的特色など、集落の生活様式や様相を示すものであり、マタギ文化の歴史上、その価値を形成している。

### 特産物・名産品
- フルーツほおずき
- こはぜ
- べいなす
- ズッキーニ

## 著名出身者
- 佐藤良美 (主催者)
- 守村大 (漫画家)